# Ana Ndala Fernando
Ana Paula Inês Luis Ndala Fernando é uma jurista, professora e política angolana. Filiada ao Movimento Popular de Libertação de Angola (MPLA), é deputada de Angola pelo Círculo Eleitoral Nacional desde 28 de setembro de 2017.